# Verbandsgemeinde Hahnstätten

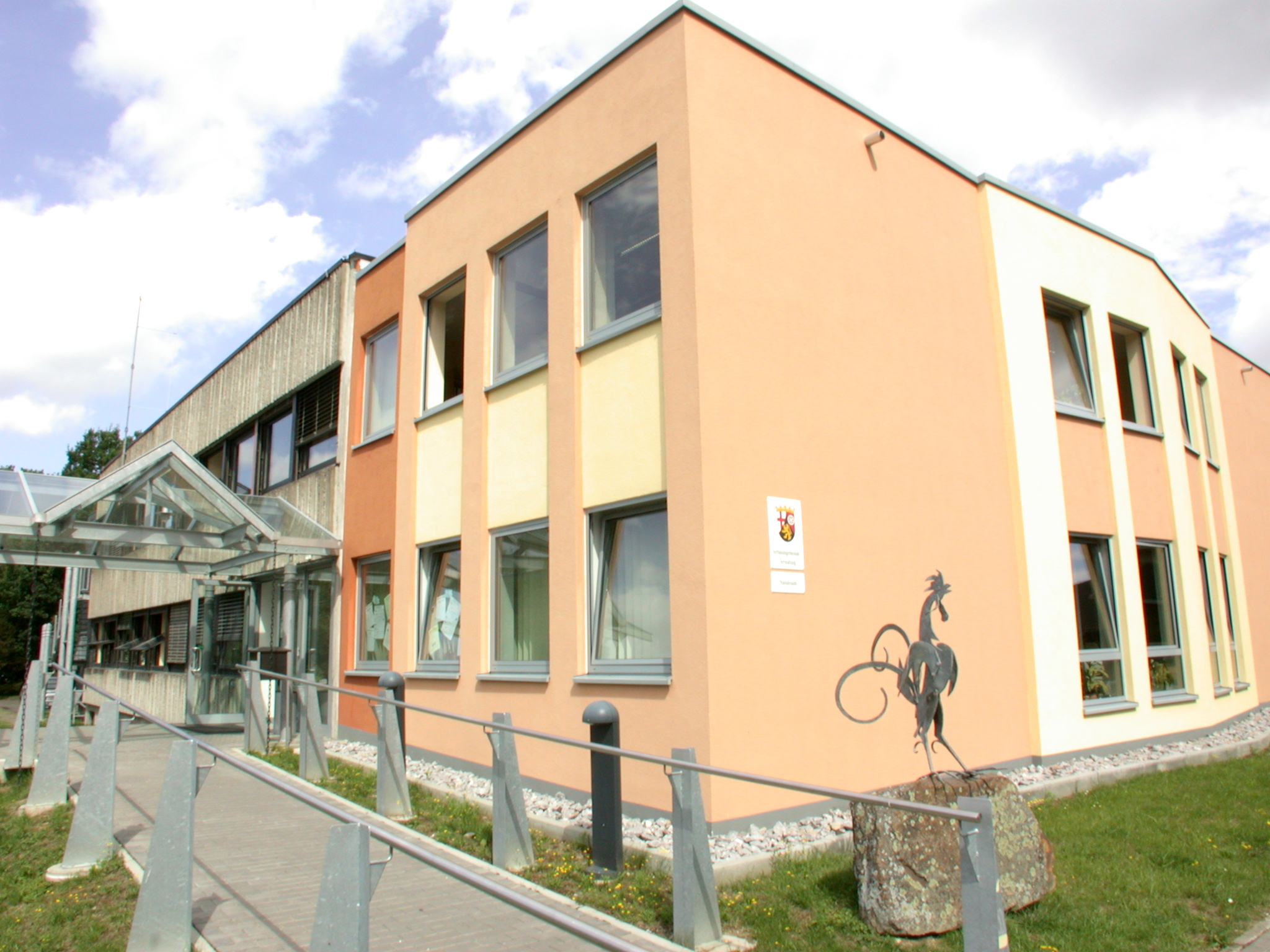
Rathaus der Verbandsgemeinde Hahnstätten

Die Verbandsgemeinde Hahnstätten war eine Gebietskörperschaft im Rhein-Lahn-Kreis in Rheinland-Pfalz. Der Verbandsgemeinde gehörten zehn eigenständige Ortsgemeinden an, der Verwaltungssitz war in der namensgebenden Ortsgemeinde Hahnstätten. Zum 1. Juli 2019 fusionierten die Verbandsgemeinden Katzenelnbogen und Hahnstätten zur Verbandsgemeinde Aar-Einrich.

## Verbandsangehörige Gemeinden
| Ortsgemeinde                 | Fläche (km²) | Einwohner |
| ---------------------------- | ------------ | --------- |
| Burgschwalbach               | 9,21         | 1.041     |
| Flacht                       | 4,45         | 1.031     |
| Hahnstätten                  | 10,70        | 2.934     |
| Kaltenholzhausen             | 6,06         | 580       |
| Lohrheim                     | 4,13         | 582       |
| Mudershausen                 | 4,72         | 429       |
| Netzbach                     | 3,40         | 372       |
| Niederneisen                 | 7,95         | 1.400     |
| Oberneisen                   | 4,54         | 752       |
| Schiesheim                   | 1,43         | 246       |
| Verbandsgemeinde Hahnstätten | 56,59        | 9.367     |

(Einwohner am 31. Dezember 2018)

## Bevölkerungsentwicklung
Die Entwicklung der Einwohnerzahl bezogen auf das Gebiet der Verbandsgemeinde Hahnstätten zum Zeitpunkt ihrer Auflösung; die Werte von 1871 bis 1987 beruhen auf Volkszählungen:
| Jahr | Einwohner |
| 1815 | 3.414     |
| 1835 | 4.450     |
| 1871 | 5.075     |
| 1905 | 5.623     |
| 1939 | 5.900     |
| 1950 | 7.341     |

| Jahr | Einwohner |
| 1961 | 7.487     |
| 1970 | 8.191     |
| 1987 | 8.574     |
| 1997 | 9.515     |
| 2005 | 9.850     |
| 2018 | 9.367     |

## Verbandsgemeinderat
Der letzte Verbandsgemeinderat Hahnstätten bestand aus 24 ehrenamtlichen Ratsmitgliedern, die bei der Kommunalwahl am 25. Mai 2014 in einer personalisierten Verhältniswahl gewählt wurden, und dem hauptamtlichen Bürgermeister als Vorsitzendem.
Die Sitzverteilung im Verbandsgemeinderat:
| Wahl | SPD | CDU | GRÜNE | FDP | FWG | Gesamt   |
| ---- | --- | --- | ----- | --- | --- | -------- |
| 2014 | 11  | 5   | 2     | 1   | 5   | 24 Sitze |
| 2009 | 11  | 5   | 2     | 1   | 5   | 24 Sitze |
| 2004 | 10  | 6   | 1     | 1   | 6   | 24 Sitze |

- FWG = Freie Wählergruppe Verbandsgemeinde Hahnstätten e. V.